# Andi Eigenmann
Pour les articles homonymes, voir Eigenmann.
Andi Eigenmann, née le 25 juin 1990 à Marikina City (Grand Manille), est une actrice et mannequin philippine.

## Biographie
Les parents d'Andi Eigenmann sont les acteurs Mark Gil (en) et Jaclyn Jose. Ses frères sont Gabby Eigenmann (en) et Sid Lucero (en) et sa sœur Max Eigenmann.

## Filmographie partielle

### Au cinéma
- 2010 : Mamarazzi : Strawberry / Peachy
- 2010 : Shake Rattle and Roll 12 : Andrea (segment "Isla")
- 2012 : Pridyider : Tina
- 2012 : A Secret Affair : Sam
- 2013 : Coming Soon : Monica
- 2013 : Momzillas : Rina
- 2013 : Bekikang: Ang nanay kong beki : Ice Cream Vendor
- 2013 : When the Love Is Gone : Jenny
- 2014 : ABNKKBSNPLAko?! : Special Someone
- 2015 : Tragic Theater : Annie Francisco
- 2015 : Your Place or Mine? : Haley Saavedra
- 2015 : Angela Markado : Angela Markado
- 2016 : Ma' Rosa : Raquel